# 6252 Montevideo
6252 Montevideo este o planetă minoră (asteroid) din centura de asteroizi. A fost descoperită pe 6 martie 1992 la Observatorul La Silla de Uppsala–ESO Survey of Asteroids and Comets⁠(d) și a fost numită după Montevideo. 
Obiectul prezintă o orbită caracterizată de o semiaxă mare de 2,907184 UAi, o excentricitate de 0,06, o înclinație de 3,1385 ° în raport cu ecliptica.